# Козинец, Валерий Петрович
Валерий Петрович Козинец (22 июня 1945, Жёлтая Река, Днепропетровская область Украинская ССР — ?) — советский футболист, полузащитник. Мастер спорта СССР.
Начинал заниматься спортом начал в баскетбольной секции у С. Н. Бондаренко, затем перешёл в футбол. В 1963—1966 годах играл в классе «Б» за «Авангард» Жёлтые Воды. Армейскую службу был призвать проходить в киевский СКА, где в 1967—1970 годах в первой группе класса «А» сыграл 123 игры, забил два гола. Завершил карьеру в команде второй лиги «Автомобилист» Житомир (1971—1974, 145 игр), работал администратором команды.
Чемпион Украинской ССР 1966, обладатель Кубка УССР 1972.
Последние годы жизни провёл в Киеве.